# Corsavy
Corsavy (katalanska: Cortsaví) är en kommun i departementet Pyrénées-Orientales i regionen Occitanien i södra Frankrike. Kommunen ligger i kantonen Arles-sur-Tech som tillhör arrondissementet Céret. År 2022 hade Corsavy 247 invånare.

## Befolkningsutveckling
Antalet invånare i kommunen Corsavy
| Referens: INSEE |